# Klára Jerneková
Klára Jerneková (Brno, 14 de gener de 1945 – Praga, 31 de juliol de 2003) va ser una actriu txeca. Des de 1966, va formar part amb èxit d'un grup dramàtic en el Teatre Nacional. L'actriu va morir el 31 de juliol de 2003 a causa de alcohol i la depressió  pot haver estat una de les raons de la causa de la seva mort.

## Filmografia

### Pel·lícules d'animació
- Snow Blanc i els Set Nans (1937) - Snow Blanc.
- Cinderella (1950) - Cinderella.

### Cinema/ Televisió
- Domácí víno (1963) - Alena.
- Bubny (1965) - Karma.
- Prípad pro zacínajícího kata (1970) - Markéta.
- Tajemství prouteného kosíku (1978)
- Mí Prazané mi rozumeji (1991)
- Hotel Herbich (2000)